# Ривица (Трестенское сельское поселение)
Ривица — опустевшая деревня в Максатихинском районе Тверской области. Входит в состав Зареченского сельского поселения.

## География
Находится в северо-восточной части Тверской области на расстоянии приблизительно 22 км по прямой на юг-юго-восток от районного центра поселка Максатиха.

## История
Показана уже только на карте 1978 года как поселение с 17 дворами. До 2014 года входила в Трестенское сельское поселение до его упразднения.

## Население
Численность населения: 7 человек (русские 43 %, карелы 57 %) в 2002 году, 0 в 2010.